# Евдокимов, Дмитрий Иванович
Дми́трий Ива́нович Евдоки́мов (1901, Путилово, Мгинский район, Ленинградская область — 1990) — советский военачальник, генерал-майор артиллерии (28 сентября 1943), участник Советско-финляндской и Великой Отечественной войн.

## Биография
В 1920 году вступил в Рабоче-крестьянскую Красную армию. С 31 декабря 1938 года занимал должность начальника Тбилисского артиллерийского училища. С 1939—1940 годы участвовал в Советско-Финляндской войне.
В Великую Отечественную войну занимал должность командующего артиллерией 42-й армии Ленинградского фронта. 28 сентября 1943 года ему было присвоено звание генерал-майор артиллерии.

## Награды
- Орден Ленина (06.05.1946);
- 3 Ордена Красного Знамени (13.12.1942; 03.11.1944; 15.11.1950)[1][2];
- Орден Кутузова II степени 29.06.1945)[3];
- Орден Суворова II степени (17.10.1944)[3];
- Орден Отечественной войны I степени (17.11.1945)[4]
- Орден Красной Звезды (03.11.1944)[5];
- Медаль «За оборону Кавказа» (01.05.1944);
- Медаль «XX лет Рабоче-Крестьянской Красной Армии» (22.02.1938);
- Медаль «За победу над Германией в Великой Отечественной войне 1941—1945 гг.» (09.05.1945).